# William Moore (Politiker, 1810)

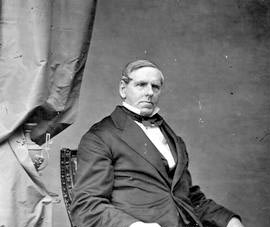
William Moore

William Moore (* 25. Dezember 1810 in Norristown, Pennsylvania; † 26. April 1878 in Mays Landing, New Jersey) war ein US-amerikanischer Politiker. Zwischen 1867 und 1871 vertrat er den Bundesstaat New Jersey im US-Repräsentantenhaus.

## Werdegang
William Moore besuchte für einige Zeit private Schulen und wurde danach im Handel und der Eisenindustrie tätig. Im Jahr 1845 zog er nach Weymouth in New Jersey, wo er in der Eisenverarbeitungsbranche arbeitete. Außerdem betätigte er sich im Schiffsbau; gleichzeitig stieg er noch in das Bankgewerbe ein. Zwischen 1855 und 1865 arbeitete er als Richter am Berufungsgericht im Atlantic County. Mitte der 1850er Jahre war Moore einer der Gründer der Republikanischen Partei. 1856 war er Delegierter zur ersten Republican National Convention in Philadelphia, auf der John C. Frémont als Präsidentschaftskandidat nominiert wurde. Im Jahr 1865 zog Moore nach Mays Landing, wo er im Schiffsbau, dem Bankgewerbe und der Eisenindustrie tätig wurde.
Bei den Kongresswahlen des Jahres 1866 wurde Moore im ersten Wahlbezirk von New Jersey in das US-Repräsentantenhaus in Washington, D.C. gewählt, wo er am 4. März 1867 die Nachfolge von John F. Starr antrat. Nach einer Wiederwahl konnte er bis zum 3. März 1871 zwei Legislaturperioden im Kongress absolvieren. In den Jahren 1868 und 1870 wurden der 14. und der 15. Verfassungszusatz ratifiziert. Bis 1869 war die Arbeit des Kongresses von dem Konflikt zwischen der Republikanischen Partei und Präsident Andrew Johnson überschattet, der in einem nur knapp gescheiterten Amtsenthebungsverfahren gipfelte. Ab 1869 war Moore Vorsitzender des Ausschusses zur Kontrolle der Ausgaben des Postministeriums. Im Jahr 1870 wurde er von seiner Partei nicht mehr zur Wiederwahl nominiert.
Nach dem Ende seiner Zeit im US-Repräsentantenhaus nahm Moore seine früheren Tätigkeiten wieder auf. Zwischen 1872 und 1875 gehörte er dem Senat von New Jersey an. Er starb am 26. April 1878 in Mays Landing, wo er auch beigesetzt wurde.